# مثل‌آباد
مثل‌آباد یک مجموعه تلویزیونی به کارگردانی رضا ژیان و محصول سال ۱۳۶۰ خورشیدی است که از شبکه ۱ سیمای جمهوری اسلامی ایران پخش شد. در هر قسمت از این مجموعه یک ضرب‌المثل در قالب داستان به تصویر کشیده شده است. این مجموعه تاکنون چندین نوبت از تلویزیون ایران مجددا پخش شده است.
نویسندگی متن این مجموعه را رضا ژیان و زویا زاکاریان بر عهده داشت و موسیقی آن اثر محمدرضا علیقلی است.

## خلاصه داستان
این سریال بر اساس وجه تسمیۀ مثل‌های فارسی، در شش قسمت تهیه شده بود: 
1. علم‌علم، درد علم / زری که نبود توی علم
2. ناخوش خر خورده!
3. عجب سرگذشتی داشتی، کل‌علی!
4. نه شیر شتر، نه دیدار عرب (تا مرا دم تو را پسر یاد است / دوستی من و تو بر باد است)
5. تخم‌مرغ‌دزد، شتردزد می‌شود.
6. تا پول داری رفیقتم‌،قربون بند کیفتم.

## بازیگران و عوامل تولید

### بازیگران(به ترتیب الفبا)

#### علم‌علم، درد علم / زری که نبود توی علم
- جواد آهنگر
- مرتضی اردستانی
- مجید ایزدی
- آتیلا پسیانی
- سامی تحصنی
- اسماعیل داورفر
- رضا ژیان
- کامبیز صمیمی مفخم
- مرتضی ضرابی
- اکبر عبدی
- محمد نعیمی
- فاطمه نقوی

#### ناخوش خر خورده
- اسماعیل داورفر
- حمید جبلی
- اکبر عبدی
- آتیلا پسیانی
- فاطمه نقوی
- مهری ودادیان
- مرتضی اردستانی
- شیرین رضائیان
- فاطمه شرباف

#### نه شیر شتر نه دیدار عرب
- آتیلا پسیانی
- اسماعیل داورفر
- شیرین رضائیان
- مهین شهابی
- مرتضی ضرابی

### عوامل تولید
- کارگردان هنری: رضا ژیان
- کارگردانان تلویزیونی: مسعود فروتن، بیژن صمصامی
- فیلمنامه: رضا ژیان[۱]، زویا زاکاریان
- تصویردار: مهدی مستوفی، خسرو احمدی
- موسیقی: محمدرضا علیقلی
- تهیه کننده‌‌: احمد کاشانچی
- تعداد قسمت‌ها: ۶ قسمت (۲۱۰ دقیقه)
- محصول: گروه فیلم و سریال و تئاتر شبکه ۱ سیمای جمهوری اسلامی ایران
- سال تولید: ۱۳۶۰